# Gaspar Noé
Gaspar Noé (Buenos Aires, 27 december 1963) is een in Argentinië geboren Franse filmregisseur. Daarnaast is hij gastdocent aan de European Graduate School in Saas-Fee, Zwitserland.

## Biografie
Noé bracht zijn jeugd door in Buenos Aires en New York, alvorens op 12-jarige leeftijd met zijn ouders naar Frankrijk te verhuizen. Hij studeerde filosofie en filmwetenschappen aan de École Louis-Lumière in Parijs. Hierna ging hij aanvankelijk aan de slag als Eerste regieassistent alvorens zelf regisseur te worden. In 1992 brak hij door als regisseur met zijn korte film Carne.
Noé houdt zich vooral bezig met korte films. Vooral de films van Stanley Kubrick dienen voor hem als inspiratie. Hij refereert in zijn eigen werken dan ook geregeld aan de films van Kubrick. Tevens is volgens Noé de Oostenrijkse thriller Angst,van Gerald Kargl, een belangrijke inspiratiebron voor hem geweest. Noé's werk wordt vaak verbonden met het New French Extremity.
In 1994 won Noé de Critic's Award op het vijfde Yubari International Fantastic Film Festival. Noé is getrouwd met filmmaker Lucile Hadzihalilovic.

## Filmografie

### Speelfilms
- 1998 - Seul contre tous
- 2002 - Irréversible
- 2009 - Enter the Void
- 2012 - 7 días en La Habana
- 2015 - Love
- 2018 - Climax
- 2021 - Vortex

### Korte films
- 1985 - Tintarella di luna
- 1987 - Pulpe amère
- 1992 - Carne
- 1995 - Une expérience d'hypnose télévisuelle
- 1998 - Sodomites
- 1998 - Intoxication
- 2005 - Eva
- 2006 - Destricted (segment, We Fuck Alone)
- 2007 - 8 (segment, SIDA)

### Videoclips
- Arielle - Je Suis si Mince
- Bone Fiction - Insanely Cheerful
- Placebo - Protège-Moi
- Nick Cave and the Bad Seeds - We No Who U R